# Presidente del Senato (Francia)
Il presidente del Senato presiede il Senato, la camera alta del Parlamento francese.
È la terza carica dello Stato in ordine di precedenza, dopo il presidente della Repubblica, di cui ne assicura l'interim quando necessario, il primo ministro e il presidente dell'Assemblea nazionale, responsabile della presidenza della camera bassa del Parlamento. In quanto tale, ha ampi poteri di nomina.
Al Senato, presiede le sessioni plenarie e può influenzare la procedura legislativa. Dirige l'Ufficio di Presidenza del Senato e la Conferenza dei presidenti, responsabili dell'organizzazione dei lavori legislativi.
L'attuale presidente del Senato è Gérard Larcher.

## Elezione
Il presidente del Senato è eletto da tutti i senatori dopo ogni rinnovo parziale, cioè ogni tre anni, tra i membri di questa assemblea. La sessione è presieduta dal senatore più anziano fino all'elezione del nuovo presidente, che entra in carica immediatamente, andando così a presedere quindi il resto della sessione. Un senatore più anziano e sei senatori più giovani, sono responsabili dello svolgimento dello scrutinio segreto nella tribuna.
Durante il suo mandato, il presidente del Senato è coadiuvato nel suo compito da 25 senatori, nominati subito dopo di lui. Il presidente e i sui vice formano l'ufficio del Senato.

## Funzioni e competenze
La funzione del presidente è quella di rappresentare il Senato e di guidare i dibattiti di questa assemblea. Presiede la Conferenza dei presidenti (che comprende in particolare i presidenti dei gruppi politici e delle commissioni), responsabile della definizione dell'ordine del giorno delle sessioni plenarie. Deve essere consultato dal presidente della Repubblica quando quest'ultimo desidera sciogliere l'Assemblea nazionale o esercitare poteri eccezionali (articolo 16 della Costituzione).
Il presidente del Senato agisce come presidente ad interim in caso di vacanza della presidenza della Repubblica (in questa veste gli è però precluso il potere di indire referendum, sciogliere l'Assemblea nazionale o chiedere una revisione della Costituzione) a seguito di decesso, dimissioni, incapacità o destituzione del capo dello Stato. L'interim viene esercitato fino all'investitura del neoeletto presidente della Repubblica (articolo 7 della Costituzione). Questa situazione si è verificata due volte: nel 1969, dopo le dimissioni di Charles de Gaulle e nel 1974, dopo la morte di Georges Pompidou; in entrambi i casi, l'interim è stato assicurato da Alain Poher. Durante la temporanea vacanza, il presidente del Senato è la prima personalità dello Stato nell'ordine protocollare.
Il presidente del Senato nomina:
- tre dei nove membri del Consiglio costituzionale;
- due degli otto membri del Consiglio superiore della magistratura;
- due dei sette membri dell'Autorité de régulation des communications électroniques et des postes (Autorità di regolamentazione delle comunicazioni elettroniche e postali);
- uno dei sette membri dell'Autorité de régulation des activités ferroviaire (Autorità di regolamentazione ferroviaria);
- una delle tre persone qualificate dell'Autorité des marchés financiers (Autorità dei mercati finanziari);
- tre dei sette membri del Conseil supérieur de l'audiovisuel (Consiglio superiore dell'audiovisivo);
- due dei nove membri dell'Haut Conseil de l'éducation (Alto consiglio dell'istruzione);
- uno dei cinque commissari dell'Autorité de sûreté nucléaire (Autorità per la sicurezza nucleare).